# Блидари (Марамуреш)
Блидари (рум. Blidari) насеље је у Румунији у округу Марамуреш у општини Баја Маре. Oпштина се налази на надморској висини од 496 m.

## Становништво
Према подацима из 2002. године у насељу је живело 184 становника, од којих су сви румунске националности.